# Энтероколит
Энтероколит (от др.-греч. ἔντερον — кишка и колит) — одновременное воспаление тонкой и толстой кишки. Одно из наиболее часто встречающихся длительных заболеваний системы пищеварения, которое приводит к атрофическим изменениям слизистой оболочки и нарушению функций кишечника.
В зависимости от локализации различают энтероколит с преимущественным поражением тонкой и толстой кишки.

## Классификация
- Острый энтероколит, при котором редко затрагиваются глубокие ткани кишечника, но обычно поражается слизистая оболочка, наиболее часто протекает в сочетании с острым гастритом. Различается острый энтероколит по своему происхождению на два типа, инфекционный и неинфекционный энтероколиты. Помимо инфекций, развитие острого энтероколита может быть связано с аллергической реакцией кишечника и отравлением лекарственными препаратами и ядовитыми веществами.

- Хронический энтероколит достаточно часто обусловлен плохим лечением острого воспаления кишечника и протекает достаточно длительное время, с регулярными затуханиями симптомов и периодическими обострениями. При хроническом типе течения болезни, со временем поражается не только слизистая оболочка кишечника, но и находящиеся глубже ткани. Длительное время существующий хронический энтероколит с течением времени приводит к устойчивым нарушениям в работе кишечника и пищеварительной системы больного.

- Помимо деления на острый и хронический, энтероколиты подразделяются на несколько типов в зависимости от причины возникновения заболевания.

1. Бактериальные энтероколиты возникают под воздействием бактериальных инфекций[2] и чаще всего вызваны такими заболеваниями как дизентерия, шигеллез, сальмонеллез и рядом других.
2. Паразитарные энтероколиты развиваются по причине заселения кишечника гельминтами, амёбами и трихомонадами.
3. Токсический энтероколит может быть спровоцирован отравлением ядами, едкими химическими веществами и лекарственными препаратами.
4. Алиментарный энтероколит возникает как реакция кишечника на регулярное неправильное питание[2].
5. При частых и длительных запорах возможно развитие механического энтероколита.
6. Вторичными называют энтероколиты, развившиеся как осложнение при любом другом перенесенном заболевании желудочно-кишечного тракта.

## Симптомы
При преимущественном поражении тонкого кишечника больные жалуются на расстройство стула, частые поносы, тупые боли в околопупочной области, распирание в животе после еды, тошноту, метеоризм, отсутствие аппетита. При преимущественном поражении толстого кишечника ноющие боли локализируются в боковых отделах кишечника, поносы и запоры одинаковой частоты.
- Острый энтероколит проявляет себя внезапно и имеет, как правило, следующие симптомы:

-боль в животе;
-урчание в животе;
-вздутие живота;
-тошнота и рвота;
-диарея;
-налет на языке.
- Помимо этого, если причиной острого энтероколита стала инфекция, могут отмечаться:

-повышенная температура;
-слабость;
-головная боль;
-мышечная боль;
-симптомы общей интоксикации.
- Симптомы хронического энтероколита, чаще всего менее выражены в периоды затихания болезни и ярко выражены в период обострения. Наиболее характерны для хронического энтероколита следующие симптомы:

-боль в животе;
-чередование запоров и поносов;
-вздутие живота и метеоризм;
-диспепсия;
-брожение пищи в кишечнике;
-снижение массы тела.

## Методы лечения
- Лечение комплексное. Большое значение имеет питание с повышенным содержанием белков и ограничение углеводов. При обострениях назначают антибиотики, ферменты.

- При остром течении болезни обычно требуется произвести промывание желудка и назначить больному диету, состоящую из чая и воды. Возможно употребление некоторой жидкой пищи, к примеру: жидкую кашу на воде и рисовый отвар. Обязательно необходимо контролировать объем жидкости, употребляемый больным. Твердая пища категорически исключается.
- В случае если острый энтероколит вызван инфекцией, назначаются антибиотики и препараты, восстанавливающие кишечную микрофлору. Назначают энтеросорбенты.
- В лечении хронического энтероколита важнейшее значение имеет устранение причины заболевания. С этой целью необходимо нормализовать режим и характер питания больного. Если есть подозрения на то, что заболевание может быть спровоцировано приемом каких-либо медицинских препаратов, прием этих средств следует прекратить.
- При установлении факта развития болезни под воздействием инфекции, паразитов либо заболеваний желудочно-кишечного тракта лечение должно быть в первую очередь направлено на устранение этих причин.

## Энтероколит у животных
Наиболее частые причины болезни-скармливание животным недоброкачественных, испорченных кормов-сена, соломы, зерна и т.д. Как вторичный процесс воспаление кишечника может быть результатом застоя содержимого в нём, закупорки и заворота кишок, а также возникает при чуме, паратифе, сибирской язве и других болезней. Острое течение болезни характеризуется общим угнетением, слабостью, ухудшением или отсутствием аппетита, жаждой. Дефекация осуществляется часто, кал жидкий, зловонный, содержит слизь и может быть с примесью крови, фибрина и некротических корок. 
Хроническое течение сопровождается исхуданием, животные отстают в росте, у многих поражается печень. При геморрагических, фибринозных, гнойных и язвенных энтероколитах обычно появляются симптомы интоксикации, респираторной и сердечной недостаточности.